# Alberto Barni
Alberto Barni (Pistoia, 9 maggio 1901 – ...) è stato un calciatore italiano, di ruolo attaccante.

## Carriera
Con la maglia della Pistoiese disputa 29 partite segnando 10 reti nel campionato di Divisione Nazionale 1928-1929.
Con i toscani disputa anche cinque campionati di Serie B per un totale di 131 presenze e 31 gol tra i cadetti.